# Kim Irion
Kim Irion, née Kim Naidzinavicius le 6 avril 1991 à Gelnhausen, est une handballeuse internationale allemande. Elle évolue au poste de demi-centre.

## Biographie
Kim Naidzinavicius commence sa carrière en 2007 avec le club de deuxième division du TSG Ober-Eschbach. Dès l'année suivante, elle rejoint le HSG Bensheim/Auerbach, toujours en deuxième division avec qui elle dispute trois saisons. Après son baccalauréat à Bensheim, elle s'engage avec le club de première division du Bayer 04 Leverkusen pour la saison 2011-2012.
À l'été 2016, elle quitte Leverkusen et rejoint le Bietigheim. Avec Bietigheim, elle remporte deux titres de championne d'Allemagne en 2017 et 2019.
Dans les catégories de jeunes, Kim Naidzinavicius remporte le championnat du monde junior en 2008 avec l'Allemagne. Elle fait ses débuts en équipe nationale senior le 27 mai 2012 contre la Pologne. En décembre 2017, en match d'ouverture du championnat du monde en Allemagne, elle se blesse gravement et déclare forfait pour le reste de la compétition.

## Palmarès

### En club
Tout le palmarès a été obtenu avec le avec SG BBM Bietigheim
Compétitions internationales
- Ligue européenne (C3)
  - vainqueur (1) : 2022
  - finaliste en 2017

Compétitions nationales
- championnat d'Allemagne
  - vainqueur (4) : 2017, 2019, 2022, 2023
  - Deuxième (3) : 2018, 2020, 2021
- Coupe d'Allemagne
  - vainqueur (3) : 2021, 2022 et 2023
- Supercoupe d'Allemagne
  - vainqueur (4) : 2017, 2019, 2021 et 2022

### En sélection
championnat du monde
- 13e du championnat du monde en 2015
- 7e du championnat du monde en 2013

championnat d'Europe
- 11e du championnat d'Europe en 2014
- 7e du championnat d'Europe en 2012

autres
- 7e place du championnat du monde junior en 2010[7]
- 4e place du championnat d'Europe junior en 2009[8]
- vainqueur du championnat du monde junior en 2008[5]